# Jörg Michael Peters
Jörg Michael Peters (Saarbrücken-Altenkessel, 17 de abril de 1960) é bispo auxiliar na diocese de Trier .

## Vida
Jörg Michael Peters estudou teologia e filosofia católica na Faculdade de Teologia de Trier . Em 18 de julho de 1987, ele foi ordenado sacerdote . Posteriormente, ele foi até 1990 capelão em Bendorf St. Medard e Weitersburg St. Mary, então até 1996 secretário e capelão episcopal do bispo Hermann Josef Spital . Em 1991, tornou-se Domvikar na Catedral de Trier St. Peter. Em 1996, o bispo Spital o nomeou pastor de Losheim am See, São Pedro e Paulo e Rimlingen Kreuzauffindung , desde 2000 também pastor de Bachem St. Willibrord . Em 2001, o Gabinete do Dean escolheu clero Jörg Michael Peters reitor da reitoria Losheim am See.
Em 9 de dezembro de 2003, o Papa João Paulo II nomeou o Bispo Titular de Peter do Forum Traiani e bispo auxiliar em Trier. Recebeu a consagração episcopal do bispo de Trier Reinhard Marx em 8 de fevereiro de 2004 na Catedral de Trier; Os co-conselheiros foram Hermann Josef Spital e bispo auxiliar Leo Schwarz .
Na Conferência Episcopal Alemã , o Bispo Auxiliar Peter é vice-presidente da Comissão Juvenil ; Também a Associated Comissão Litúrgica e da Sub-Comissão para as Relações Religiosas com os Judeus em  e é bispo responsável pela Juventude DJK Sports . Em setembro de 2017, a Conferência Episcopal o nomeou Delegado Nacional para o 52º Congresso Eucarístico Internacional em Budapeste (13 a 20 de setembro de 2020). 
Peters está na diocese de Trier Bischofsvikar para o distrito de visitação Koblenz , que consiste na pertença à diocese das áreas de Trier do antigo distrito administrativo de Koblenz .

## Brasão e lema
O sinal semi-circular, dividido acima e metade dobrado mostra em branco, prata, uma cruz vermelha, o brasão de obispados de Trier. Por baixo, no fundo vermelho, um dragão dourado lançado por lança (atributo de São Jorge e São Miguel, seu santo padroeiro), atrás de um fundo azul uma chave prateada, a chave de Pedro, indicando o sobrenome.
Atrás do sinal em pé, a Bishop's Cross, acima do Galero verde (Bischofshut) com os seis pedaços de borlas verdes (fiocchi).
Seu lema é: Deus fidelis ("Deus é fiel") de 1 Corinthians ( 1 Cor. 1,9  EU ).

## Links da Web
- Cheney, David M. «bishop» (em inglês). Catholic-Hierarchy.org
- Darstellung des Bischofswappens auf der Bistumshomepage